# Đường vành đai 2,5 (Hà Nội)
Đường vành đai 2.5 Hà Nội là tuyến giao thông đường bộ phụ trợ tuyến đường vành đai 2 và đường vành đai 3 của Hà Nội, dài khoảng 30 km, đi qua các quận Tây Hồ, Bắc Từ Liêm, Cầu Giấy, Thanh Xuân, Hoàng Mai, tuyến nằm hoàn toàn trong nội đô Hà Nội.

## Thông tin cơ bản
- Đường vành đai 2.5 bắt đầu tại phường Phú Thượng ( Quận Tây Hồ) và kết thúc tại đường vành đai 3 ( Đoạn này đường 2,5 đi trùng với đường Lĩnh Nam ). Đường ( theo thứ tự từ đầu đến cuối ) bao gồm toàn bộ các tuyến đường, phố sau:

1. Đường Xuân Tảo, đường Nguyễn Văn Huyên ( quận Tây Hồ , quận Bắc Từ Liêm)
2. Đường Dương Đình Nghệ, đường Trung Kính, đường Hoàng Đạo Thúy ( quận Cầu Giấy )
3. Đường 2,5 qua Thanh Xuân ( từ Hoàng Đạo Thuý đến Đầm Hồng )
4. Đường trục khu đô thị Định Công, đường Kim Đồng, phố Tân Mai, phố Lĩnh Nam ( quận Hoàng Mai )

- Trong đó , đoạn đường Hoàng Đạo Thuý qua khu đô thị Trung Hoà-Nhân Chính hình thành sớm nhất , khoảng những năm 2000. Hồi đó đoạn này được cho là con đường đẹp nhất thời bấy giờ. Sau đó kế tiếp , các đoạn khác cũng dần được hình thành như Trung Kính , Kim Đồng,... . Mới nhất là sự xuất hiện của đường Xuân Tảo ( đường Nguyễn Văn Huyên kéo dài ) vào năm 2019.

Theo quy hoạch cho giai đoạn I, sẽ hoàn thành giải phóng mặt bằng và nâng cấp mở rộng thành đường vành đai đô thị cấp 2 đoạn từ Vĩnh Tuy - Đền Lừ - Tân Mai - Kim Đồng - KĐT Định Công. Trong giai đoạn II, sẽ chỉnh trang mở rộng tuyến từ Hoàng Đạo Thúy đến KĐT Tây Hồ Tây. Từ năm 2025 sẽ hoàn thành nốt các đoạn còn lại trong đó có hợp phần quan trọng nhất Hoàng Đạo Thúy - KĐT Định Công.
Đường vành đai 2,5 hiện đang được thi công đoạn Đầm Hồng - Giáp Bát (quận Hoàng Mai). Tính đến năm 2023, việc thi công đoạn đường vành đai 2,5 đi qua địa bàn các quận Tây Hồ, Bắc Từ Liêm, Cầu Giấy (đoạn qua khu đô thị Nam Thăng Long (Ciputra), đoạn Nguyễn Xuân Khoát - Hoàng Quốc Việt - Cầu Giấy, đoạn Công viên Cầu Giấy - Trung Kính và đoạn qua khu đô thị Trung Hòa - Nhân Chính) và Hoàng Mai (đoạn Giáp Bát - Đền Lừ và đoạn qua khu đô thị Vĩnh Hoàng) đã được hoàn thành.
Đường vành đai 2,5 giao cắt với đường Cầu Giấy - Xuân Thủy tại nút Trần Thái Tông, với đường Trần Duy Hưng tại nút Hoàng Đạo Thúy, với đường Giải Phóng tại nút Kim Đồng.

## Đường 2,5 ở quận Tây Hồ
Điểm đầu của đường là ngã ba giao với đường Nhật Tân-An Dương tại phường Phú Thượng. Từ đoạn này đang có dự án đang thi công đến đoạn giao với đường Nguyễn Hoàng Tôn (hiện đã hoàn thành một phần đoạn đầu và đoạn cuối của dự án, đoạn giữa đang triển khai ) . Tiếp đó đường có dự án thi công khác từ đường Nguyễn Hoàng Tôn đến chung cư 789 ( gần đường Xuân Đỉnh).